# Anna Klemens
Anna Klemens (1718–1800) fue una víctima de asesinato danesa como presunta bruja. Fue linchada acusada de hechicería en Brigsted, en Horsens, Dinamarca, un crimen considerado el último linchamiento de una bruja en su país y, muy probablemente, en toda Escandinavia.
Mucho tiempo después de que los tribunales judiciales de Dinamarca dejaran de ejecutar brujas después de la ejecución de Anne Palles y Johan Pistorius, la creencia arraigada entre el pueblo condujo a linchamiento y juicios privados de presuntas brujas durante el siglo XVIII. En el campo de Øster Grønning en Salling en 1722, los aldeanos aprehendieron a una mujer, Dorte Jensdatter, de la que sospechaban había causado varias muertes y problemas en el pueblo mediante magia, y celebraron un juicio por brujería privado. Convencidos de su culpabilidad, la condenaron a muerte, la ataron a una silla en su propia casa y prendieron fuego a la vivienda con ella dentro. Varios de los aldeanos fueron luego sentenciados a muerte por su asesinato. Klemens fue el último de estos casos de linchamiento. 
Klemens era una anciana mendiga que entró en la habitación donde varias personas estaban consultando a una curandera. Entonces la "mujer sabia" la señaló y gritó: "¡Aquí tenemos a la maestra de toda la brujería!". Ordenó a seis de los hombres presentes golpear a Klemens, dada la creencia  de que la magia de una bruja la abandonaba cuando su sangre había sido derramada. Las personas reunidas obedecieron, por temor y respeto a la sabiduría y juicio de la "mujer sabia" (como se llamaba en Escandinavia a las curanderas expertas en remedios caseros, la mayoría mujeres mayores), y Klemens murió a golpes. La curandera fue ejecutada por el asesinato y los hombres fueron desterrados.